# 幹部 (軍事)
幹部（英語：Cadre）是指軍事單位中負責訓練部隊其他人的軍官或士官，幹部可以是一個單位的核心架構，也就是可以圍繞它建立完整的單位。在實行徵兵制的國家，幹部可以用來指負責訓練應徵入伍者的長期工作人員。這個字源自法文「en cadre」。
在美軍，幹部是指一個群體的領導者，或是領導小組的成員，尤其是開辦正規訓練的單位。在美國軍事學院，為新生進行學生基礎訓練的上層學員被稱為幹部。
在日本自衛隊，幹部指的是委任軍官（日語：幹部自衛官），日本海上自衛隊非正式地使用「準幹部」這個詞來指准尉。
中華民國各軍校或訓練單位專門負責管理學生和學員的軍職人員稱為「隊職幹部」。而由學員或學生實施生活管理自我組成的自治組織，稱為「實習幹部」，依照需求之不同，各校會模仿部隊之建制訂定自己的實習幹部體制，執行領導職務或幕僚職務。
在加拿大警察部門，幹部用來指個別警官，以代替徽章號碼，並在記錄管理系統中用於調度和輸入報告。